# Yadegar Rostami
Yadegar Rostami (persisch یادگار رستمی; * 2. Januar 2004 in Marivan) ist ein iranischer Fußballspieler, der im zentralen Mittelfeld für den Verein Pogoń Stettin spielt.

## Karriere

### Verein
Yadegar Rostami bekann das Fußballspielen im Iran an der KIA Football Academy. Rostami schloss sich am 12. Januar 2021 dem Verein Pogoń Stettin bzw. der Reservemannschaft Pogoń Stettin II an. 
Sein Debüt am 12. März 2022 machte gegen Stolem Gniewino in der vierthöchsten Spielklasse Polens. Das Spiel gewann Pogoń Stettin II mit 5:0.
Seit 27. Oktober 2022 ist Yadegar Teil der 1. Männermannschaft von Pogoń Stettin. Einen ersten Einsatz in der Ekstraklasa machte er am 22. April 2023 gegen FKS Stal Mielec, dieses Spiel gewann Pogoń  mit 4:2.
Auch international kam Rostami zum Einsatz, am 17. August 2023 in der 3. Qualifikationsrunde der UEFA Europa Conference League 2023/24 beim 2:1 gegen den KAA Gent aus Belgien.

### Nationalmannschaft
Yadegar Rostami ist Teil der iranischen U23-Nationalmannschaft. Sein Debüt machte er am 27. Mai 2022 beim Freundschaftsspiel gegen den Irak, das der Iran mit 1:3 verlor. Einen Monat später gehörte er zum Kader bei der U-23-Asienmeisterschaft 2022 in Usbekistan. Rostami kam beim Gruppenaus des Irans in zwei Spielen zum Einsatz.